# La Feixa (Pessonada)
La Feixa és un paratge del terme municipal de Conca de Dalt, a l'antic terme d'Hortoneda de la Conca, al Pallars Jussà, en territori que havia estat del poble de Pessonada. Està situat al sud-est de Pessonada, a sota de la cinglera de la Serra de Pessonada, al nord-est de Vilanoveta. La mateixa cinglera, en el seu lloc més vertical, rep el nom de Roc de la Feixa. És la continuïtat natural cap a ponent de la Feixa. Consta de 37,8865 hectàrees de pastures.